# 千葉県道404号銚子小見川佐原自転車道線

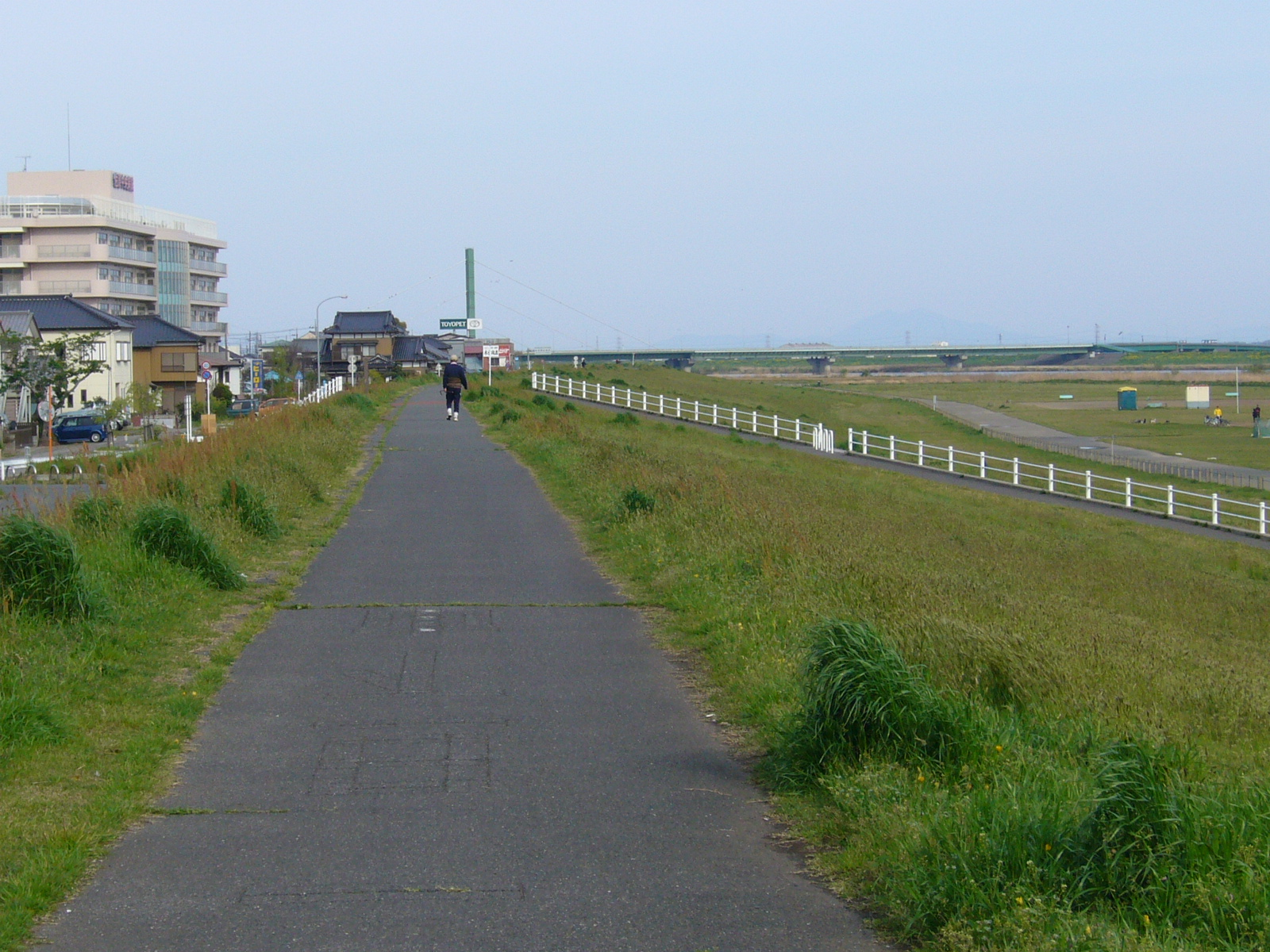
大利根サイクリングロードと筑波山（香取市佐原）

千葉県道404号銚子小見川佐原自転車道線（ちばけんどう404ごう ちょうしおみがわさわらじてんしゃどうせん、通称・大利根サイクリングロード）は、千葉県銚子市から香取市までを結ぶ県道である。

## 概要
全線が利根川右岸の高水敷や堤防上天端にあり、利根川の雄大な景色を眺めることができる。
この自転車道の沿線には、銚子市の起点付近に桜井町公園、東庄町では利根川河口堰、利根川コジュリンこうえん、香取市では水郷小見川少年自然の家、城山公園、小見川大橋、富田渡船、津宮鳥居河岸、香取神宮、小野川沿いの町並み、水郷大橋などがあり、水郷地帯のみどころを巡ることができる。
東関東自動車道の利根川を渡る利根川橋にはこの自転車道線が併設され利根川北部に渡ることができ、水郷佐原あやめパーク方面や、さらに北の東関道・常陸利根川橋に併設の自転車歩行者道を経て潮来市方面に抜けることができる。
なお、銚子市宮原町から銚子の市街地に至る利根川無堤防区間は開通していない。
- 距離：22.8km
- 起点：銚子市宮原町
- 終点：香取市佐原

## 通過自治体
- 千葉県
  - 銚子市
  - 香取郡東庄町
  - 香取市

## 交差・並走する道路・鉄道
注：本道とは直接接続せず立体交差している道路も含む。
- 千葉県道260号谷原息栖東庄線（利根川大橋・香取郡東庄町新宿）
- 国道356号（香取市阿玉川 - 小見川、津宮 - 佐原）
- 千葉県道44号成田小見川鹿島港線（小見川大橋・香取市小見川）
- 東関東自動車道（利根川橋・香取市大倉）
- JR鹿島線（香取市津宮）
- 千葉県道2号水戸鉾田佐原線（香取市佐原）